# Baphomet

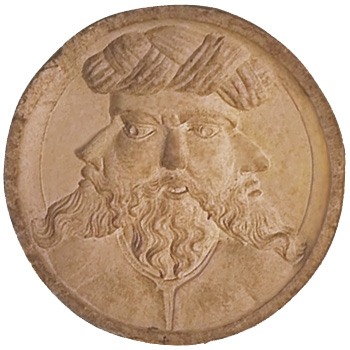
Possível representação de Baphomet em uma pedra angular no Convento de Cristo, na cidade de Tomar, Portugal.

Baphomet, Bafomete ou ainda Bafomé (do latim medieval Baphometh, baffometi, ocitano Bafomé) é uma criatura simbólica que apareceu como um ídolo pagão em transcrições do julgamento da inquisição dos Cavaleiros Templários no início do século XIV. O nome apareceu pela primeira vez na consciência popular inglesa, no século XIX. No que respeita a sua imagem com cabeça de animal com chifres, ela foi criada por Éliphas Lévi, um ocultista francês, que o publicou no seu livro Dogma e Ritual de Alta Magia.

## História do Baphomet

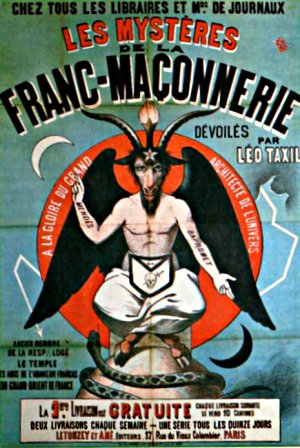
Cartaz referente a uma das fraudes de Léo Taxil.

A história em torno do Baphomet foi intimamente relacionada com a da Ordem dos Templários, pelo Rei Filipe IV de França e com apoio do Papa Clemente V, ambos com o intuito de desmoralizar a Ordem, pois o primeiro era seu grande devedor e o segundo queria revogar o tratado que isentava os Cavaleiros Templários de pagar taxas à Igreja Católica.
A Ordem dos Pobres Cavaleiros de Cristo e do Templo de Salomão, também conhecida como Ordem do Templo, foi fundada no ano de 1118. O objetivo dos cavaleiros templários era supostamente proteger os peregrinos em seu caminho para a Terra Santa. Eles receberam como área para sua sede o território que corresponde ao Templo de Salomão, em Jerusalém, e daí a origem do nome da Ordem.
Segundo a história, os Cavaleiros tornaram-se poderosos e ricos, mais que os soberanos da época. Segundo a lenda, eles teriam encontrado no território que receberam documentos e tesouros que os tornaram poderosos. Segundo alguns, eles ficaram com a tutela do Santo Graal dentre outros tesouros da tradição cristã.
Em 13 de outubro de 1307, sob as ordens de Felipe, o Belo e com a conivência do Papa Clemente V, os cavaleiros foram presos, torturados e condenados à fogueira, acusados de diversas heresias.
O rei francês, nessa altura, acusava os templários de adorarem o diabo na figura que na realidade se chamava Baphomet. O Baphomet tornou-se o bode expiatório da condenação da Ordem pela Igreja Católica e da morte de templários na fogueira que se seguiu a isto.

## Etimologia

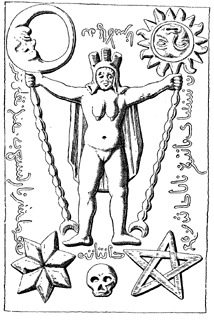
Imagem de uma série de figuras esculpidas ou gravadas que foram encontradas em um número de supostos artefatos Templários do século XIII, como copos, taças e cofres. Ela é associada ao ídolo Baphomet

Não existe consenso quanto à etimologia da palavra "Baphomet". Segundo o arqueólogo austríaco Joseph von Hammer-Purgstall, um não simpatizante do ideal templário e que em 1816 escrevera um tratado intitulado Mysterium Baphometis Revelatum, sobre os alegados mistérios dos Cavaleiros e do Baphomet, a expressão proviria da união de dois vocábulos gregos, "Baphe" e "Metis", significando "Batismo de Sabedoria". A partir desta conjectura, Von Hammer especula a respeito da possibilidade da existência de rituais de iniciação, onde haveria a admissão aos mistérios e aos segredos cultuados pela Ordem do Templo.
A origem da palavra Baphomet ficou perdida, e muitas especulações podem ser feitas, desde uma composição do nome de três deuses: Baph, que seria ligado ao deus Baal; Pho, que derivaria do deus Moloch; e Met, advindo de um deus dos egípcios, Seti. Outra teoria nos leva a uma corruptela de Muhammad (Maomé - o nome do profeta do Islã), até Baph+Metis do grego "Batismo de Sabedoria".
A palavra "Baphomet" em hebraico é como segue: Beth-Pe-Vav-Mem-Taf. Aplicando-se a cifra Atbash (método de codificação usado pelos Cabalistas judeus), obtém-se Shin-Vav-Pe-Yod-Aleph, que soletra-se Sophia, palavra grega para "sabedoria".
Todavia ainda existem fontes que afirmam uma outra origem do termo. Segundo alguns, o nome veio da expressão grega Baph-Metra( mãe-Metra ou Meter-submersa; Baph-em sangue. Ou seja, a Mãe de sangue, ou a Mãe sinistra). Grande parte dos historiadores que afirmam essa versão se baseiam no fato que o culto à cabeça está relacionada com conjurações de entidades femininas.
Teorizou-se simbolicamente que o Baphomet é fálico, já que em uma de suas míticas representações há a presença literal do falo devidamente inserido em um vaso (símbolo claro da vulva).

## Baphomet por Eliphas Levi

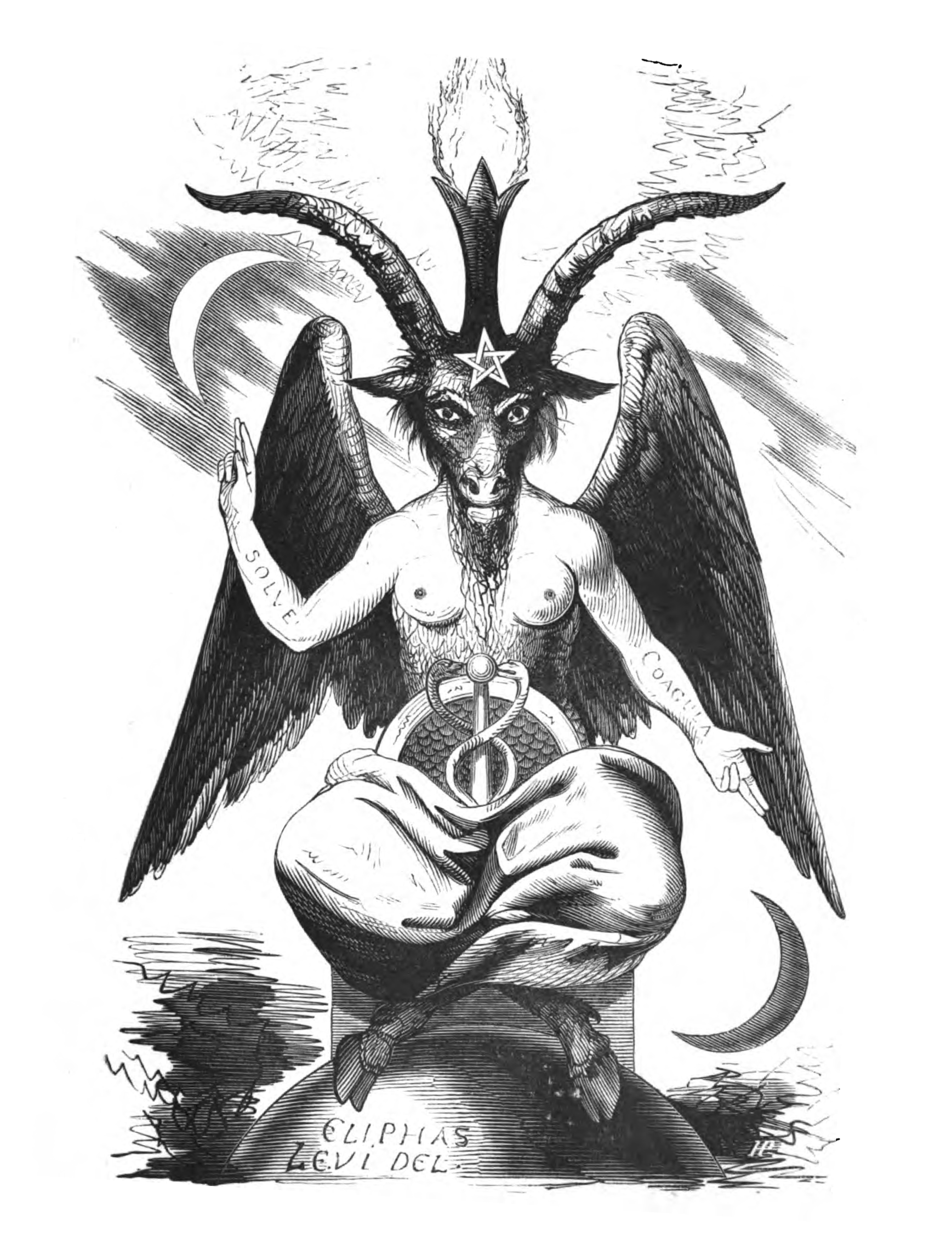
O Baphomet de Eliphas Levi.

A representação mais conhecida de Baphomet foi criada pelo ocultista Eliphas Levi, como apresentada ao lado. Levi lista as mais frequentes representações do Baphomet: na classificação e explicação das gravuras de seu livro Dogma e Ritual da Alta Magia, Eliphas Levi classifica a imagem de Baphomet como a figura panteística e mágica do absoluto.
- O facho representa a inteligência equilibrante do ternário.
- A cabeça de bode, reunindo caracteres de cão, touro e burro, representa a responsabilidade apenas da matéria e a expiação corporal dos pecados.
- As mãos humanas mostram a santidade do trabalho e fazem o sinal da iniciação esotérica a indicar o antigo aforismo de Hermes Trismegisto (em uma posição muito semelhante a representações de Shiva na Índia): "o que está em cima é igual ao que está embaixo". O sinal com as mãos também vem a recomendar aos iniciados nas artes ocultas os mistérios.

Pode também ser interpretado em seu aspecto metafísico, onde pode representar o espírito divino que "ligou o Céu e a Terra", tema recorrente na literatura esotérica.
- Os crescentes lunares presentes na figura indicam as relações entre o bem e o mal, da misericórdia e da justiça.
- Possuindo seios, o bode representa o papel de trazer à Humanidade os sinais da maternidade e do trabalho, os quais são signos redentores.
- O pênis é metaforicamente representado por um Caduceu. No budismo tantrico este é o símbolo de ascensão da energia da deusa Kundalini. Em forma de serpente ela está enrolada e oculta na base da coluna de todo ser humano. Ao atingir a plenitude desta força, o ser alcança o êxtase da iluminação (o nirvana). Este tipo de simbologia aparece com frequência na alquimia (o coito do rei e da rainha), com a qual o ocultismo tem relação.
- Na frente e embaixo do facho encontra-se o signo do microcosmo a representar simbolicamente a inteligência humana.
- Colocado abaixo do facho o símbolo faz da chama dele uma imagem da revelação divina. * Baphomet deve estar assentado ou em um cubo e tendo como estrado uma bola apenas ou uma bola e um escabelo triangular.
- A figura pode ser colorida no ventre (verde), no semicírculo (azul) e nas penas (diversas cores).

## Aleister Crowley

Pentagrama invertido, representa a cabeça de Baphomet, segundo adeptos do caminho da mão esquerda

O Baphomet de Levi tornou-se uma figura importante dentro da cosmologia da Thelema, o sistema místico estabelecida por Aleister Crowley no início do século XX. O credo da Igreja Gnóstica Católica é recitado pela congregação na Missa Gnóstica, com a seguinte frase: ". E eu creio na Serpente e no Leão, Mistério dos Mistérios, em seu nome BAPHOMET".
Em Magick (Book 4), Crowley afirmou que Baphomet era um andrógino divino e o hieróglifo da perfeição arcana: Visto como o que reflete o que ocorre acima de modo como reflete abaixo.
O Diabo não existe. É um nome falso inventado (...) implicar uma unidade na sua confusão ignorante de dispersões. Um diabo que tinha a unidade seria um Deus ... 'O Diabo' é historicamente o Deus de todos os povos inimigos... Esta serpente, Satanás, não é o inimigo do homem, mas o que fez de nossa raça humana "Deuses", conhecendo a si mesmo "o bem e o mal"; Ele é encontrado no Livro de Thoth, e Seu emblema é BAPHOMET, o Andrógino que é o hieróglifo da perfeição arcana... Ele é, portanto, a Vida e o Amor. Mas, além disso, sua carta é ayin, o Olho, de modo que ele é Luz; e a sua imagem Zodiacal é Capricórnio, cuja cabra saltando é atributo da liberdade.
Para Crowley, Baphomet é mais um representante da natureza espiritual dos espermatozóides, enquanto também é simbólico da "criança mágica", produzido como resultado da magia sexual. Como tal representa a união dos opostos, porque misticamente é personificado em Caos e Babalon combinados e biologicamente manifestados com o esperma e o óvulo unidos no zigoto.

## No antimaçonaria e na teoria da conspiração

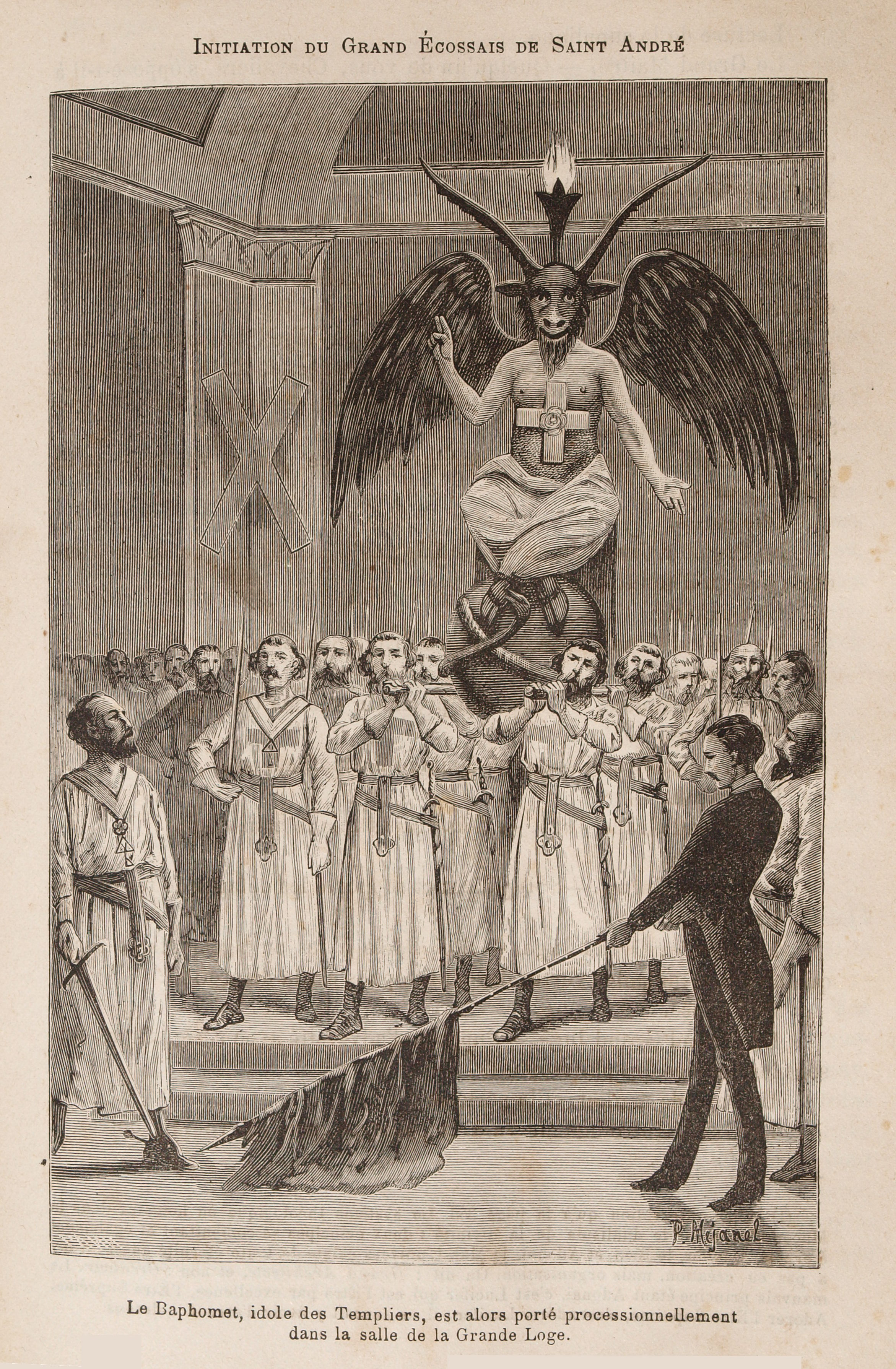
Baphomet na Maçonaria, no Fraude de Taxil, desenho de Pierre Méjanel.

Serge Abad-Gallardo, membro renunciado da Maçonaria Francesa da Obediência Maçônica da Ordem Maçônica Mista Internacional "Direito Humano", tendo atingido o 18º grau maçônico, cita o 29º grau maçônico pertencente aos altos graus maçônicos como colocando o candidato ao grau em frente a uma efígie do Baphomet e ao lado dele um crucifixo que o candidato deve pisar. Ele interpreta esse rito maçônico no sentido de que a glorificação do homem procurado passa pela rejeição do Deus dos cristãos. Cyril Dougados, membro renunciado da Maçonaria Francesa pela obediência maçônica da Grande Loja Nacional Francesa, tendo atingido o 32º grau maçônico, especifica que em notas avançadas (notas maçônicas altas) o olho onisciente é substituído por Baphomet. O ensaísta espanhol Alberto Bárcena Pérez publicou o ritual maçônico completo, no qual se encontra a referência a Baphomet. Da mesma forma, o ensaísta espanhol Manuel Guerra Gómez denuncia a procissão de Baphomet, também no 29º grau maçônico do rito escocês antigo e aceito, observando que a genuflexão em sua homenagem é feita dobrando o joelho esquerda em vez do joelho direito para uma genuflexão católica antes do eucaristia. O Baphomet na Maçonaria também aparece no Fraude de Taxil, também no 29º grau maçônico do antigo e aceito Rito Escocês, o de "Grande Escocês de Santo André da Escócia" ou "Cavaleiro de Santo André da Escócia" em seu Os mistérios da Maçonaria (1886).